# Unter anderen Umständen: Mütter und Söhne
Mütter und Söhne ist ein deutscher Fernsehfilm von Judith Kennel aus dem Jahr 2023. Es handelt sich um die 21. Folge der Krimiserie Unter anderen Umständen mit Natalia Wörner in der Hauptrolle.

## Handlung
Unter einer Brücke wird ein verunglücktes Auto gefunden, mit einem Toten darin. Obwohl anfangs alles nach einem Unfall aussieht, wird schnell klar, dass der Mann nicht bei dem Unfall gestorben ist, sondern vorab erschlagen wurde. Das Opfer, Björn Hinrichs, war Geschäftsführer eines Pflegedienstes und verwaltete in dem Gebäude, das ihm gehörte, auch Wohnungen. Dort kam es vor kurzem zum Streit mit seinem Mieter Henning Riedel. Riedel beschuldigt Hinrichs willkürlich Mieterhöhungen vorgenommen zu haben und gewalttätig zu sein. Zudem hätte er ein Verhältnis mit seiner Angestellten Imogen Jepsen, obwohl er verheiratet ist. Jepsen wird befragt und bestreitet dies. Derweil wird bei der Einsicht in Riedels Polizeiakte klar, dass auch er gewalttätig ist und sogar wegen Körperverletzung vorbestraft. Nachdem an der Tatwaffe neben dem Blut des Opfers auch Riedels DNA nachgewiesen wird, erfolgt dessen Festnahme. Doch Jana Winter hat Zweifel. Ein junger Polizeianwärter benimmt sich in ihren Augen auffällig und als ihr klar wird, dass er der Sohn von Imogen Jepsen ist, verfolgt sie diese Spur zusätzlich. Möglicherweise ist auch ihr eigener Sohn Leo in den Fall verstrickt, denn er ist mit Lukas Jepsen gut bekannt und hatte am Tatwochenende mit ihm zusammen heftig gefeiert. Zu allem Ärger ertappt sie Leo dabei, wie er heimlich die Ermittlungsunterlagen durchsucht, um für Lukas zu spionieren. Im Gegenzug hatte er Leos Akte von der Verkehrskontrolle am Wochenende verschwinden lassen, was seine Mutter schon bald herausfindet. Jana Winter konzentriert sich noch intensiver auf Imogen Jepsen und versucht herauszufinden, wie viele Beweise ihr Sohn, in seiner Funktion als angehender Polizist, möglicherweise manipuliert hat. So hatte er den Ermittlern die Aufnahme einer Überwachungskamera zukommen lassen, wodurch seine Mutter zur Tatzeit ein Alibi hat. Doch wie Winter herausfindet, war dieses Video zweifelsfrei nicht von dem entsprechenden Tag. Bei ihren Recherchen stößt die Kommissarin auf einige Fakten, die sie bisher noch nicht berücksichtigt hatte. So hatte nicht Jepsen eine Affäre mit ihrem Chef, sondern eine der Angestellten seines Pflegedienstes. Dieses Personal bestand zum großen Teil aus Ausländerinnen, denen Hinrichs stets die Pässe abnahm und sie so besser unter Kontrolle hielt und sogar zum Sex zwang. Über Imogen Jepsen können die jungen Frauen nur Gutes berichten, da sie ihnen immer geholfen hatte. Als sie und ihr Sohn erkennen, dass sie in den Focus der Ermittlungen geraten sind, versuchen sie zu fliehen, was Winter und Hamm vereiteln können. Lukas gibt nun zu, seiner Mutter geholfen zu haben, weil sie ihn in der Tatnacht angerufen und um Hilfe gebeten hätte. Imogen Jepsen gesteht daraufhin Björn Hinrich erschlagen zu haben, weil er sie dabei ertappt hätte, wie sie einer der Angestellten deren Pass ausgehändigt hätte. Wütend sei er auf sie losgegangen, hätte sie geschlagen und zu Boden geworfen, wo der Stein lag, den sie dann zu ihrer Verteidigung einsetzte. Lukas hätte ihr dann geholfen, Hinrichs Unfall zu fingieren.

## Hintergrund
Mütter und Söhne wurde vom 25. Oktober bis zum 24. November 2022 unter dem Arbeitstitel Unter den Wolken in Hamburg und Schleswig-Holstein gedreht. Die Erstausstrahlung im Deutschen Fernsehen erfolgte am 11. September 2023, vorab war der Film ab 2. September in der ZDF-Mediathek abrufbar.
Bei dieser 21. Episode hat erstmalig Judith Kennel nicht Regie geführt.
Ihren Filmsohn Leo Winter spielt Natalia Wörners leiblicher Sohn Jacob Lee Seeliger.

## Rezeption

### Einschaltquoten
Die Erstausstrahlung von Mütter und Söhne am 11. September 2023 im ZDF verfolgten 5,42 Millionen Zuschauer, dies entsprach Marktanteilen von 22,2 Prozent.

### Kritiken
Tilmann P. Gangloff schrieb bei Tittelbach.tv: „Die 21. Episode der ZDF-Reihe, erzählt eine interessante Geschichte, in die offenbar auch Leo, der Sohn von Jana Winter (Natalia Wörner) verwickelt ist, aber abgesehen vom Finale kommt kaum Krimispannung auf.“ Wenn das Krimidrehbuch „andernorts oftmals allzu plump in eine inhaltliche Sackgasse führt, sorgt [es] hier für ein verblüffendes Ende, das allerdings auch ein wenig konstruiert wirkt; das unterscheidet ein gutes von einem sehr guten Drehbuch.“
Bei film-rezensionen wertete Oliver Armknecht: Der Film „beginnt solide, wenn sich ein Unfall als Mord herausstellt. Später häufen sich aber die inhaltlichen Probleme. Das ist alles zu konstruiert, versumpft später im Seifenoper-Morast und baut unnötigerweise persönliche Verbindungen auf.“
Hans Czerny von Prisma.de meinte: Irgendwie hätten die Filmemacher „zu viel gewollt“ und „das Puzzle will nicht zusammengehen. Überzeugend hingegen die Mutter-Sohn-Geschichte zwischen Jana Winter und Leo. Auch, wenn Natalia Wörner etwas zu häufig Leos Namen ruft (geschätzt etwa 50-mal), die beiden spielen wirklich, als wären sie im richtigen Leben. Die besorgte Mutter und der eingeschüchterte, sich schuldig bekennende Sohn, der Besserung verspricht. Jacob Lee Seeliger macht das unter Gunnar Fuss' Regie sehr natürlich.“